# Юрьевка (Тарский район)
Юрьевка — исчезнувшая деревня в Тарском районе Омской области России. Входила в состав Егоровского сельского поселения. Упразднено в 2008 г.

## География
Располагалась на правом берегу реки Бобровка (бассейн реки Уй), в 3 км к северо-востоку от села Егоровка.

## История
Основано в начале 1930-х годов в период коллективизации, в этот период происходило сселение жителей многочисленных эстонских, латышских и немецких так называемой группы Юрьевских хуторов, в более крупные населенные пункты.

## Население
Согласно результатам переписи 2002 года в деревне проживало 16 человек, из которых 75 % — эстонцы.